# Проєкт Запорізького метрополітену
Запорíзький метрополітéн — проєкт системи метрополітену у місті Запоріжжя. Вперше питання про будівництво метрополітену в Запоріжжі було порушено ще у 1980-х роках, проте в «Концепції Державної програми будівництва та розвитку метрополітенів на період до 2020 року» будівництво метрополітену в місті Запоріжжя не згадувалося.

## Проєкт
За планом розвитку міста вважалося, що до 2000 року населення Запоріжжя зросте на понад 1 млн жителів і місту знадобиться транспорт для масових перевезень. Втім, ні розробити проєкт, ні впровадити його не встигли.
За роки незалежності України ситуація змінилася, у зв'язку зі зменшенням кількості населення, проєкт метрополітену було відкладено, а для його запуску в місті мало б нараховуватися хоча б 1—1,5 млн мешканців.
У 1996 році в
розглядався проєкт будівництва системи «Радан» — аналог метрополітену, розроблений київськими конструкторами Державного підприємства «Антонов». Його особливість — поїзди у складі 3-4 вагонів, які повністю мали б автоматичне керування та невелика глибина — 15-20 метрів. Тоді, в середині 1990-х років, планувалося побудувати дві лінії. Перша лінія повинна була пройти вздовж проспекту Леніна (нині — Соборний проспект), а згодом — подовжити на Правий берег. Друга лінія повинна була сполучити Хортицький район та заводський промисловий майданчик через річку Дніпро. Проєкт вже тоді був визнаний нереальним.
У 2007 році, керуючись концепцією розвитку метрополітенів, запорізька влада розпочала розробляти проєкт «легкого метро» — маленьких автоматичних складів на 2-3 вагона. Відповідно з проєктом, будівництво повинно було розпочатися у 2015 році, а запуск першої черги метрополітену можливий був не раніше 2025 року. Планувалося також побудувати дві лінії метрополітену. Перша лінія — від Південного житломасиву до річкового порту, а друга — мостами Преображенського сполучити Хортицький район із заводським промисловим майданчиком.

### Перша лінія
За планом впровадження системи «Радан», депо для вагонів мало бути побудовано в Південному мікрорайоні і розпочатися будівництво повинно разом із забудовою нових житлових масивів на «Пісках», вулицею Володимира Українця (колишня — вул. Новокузнецька). Відповідно з проєктом центральна лінія метрополітену повинна сполучити мікрорайон «Південний» (від вулиці Володимира Українця), залізничний вокзал до річкового порту вздовж Соборного проспекту. Перша лінія метро була запроєктована довжиною 16 км і налічувала близько 14 станцій. За проєктом архітекторів, метро мали споруджувати так званим «відкритим» способом — рити величезні котловани, прокладати в них тунелі, а потім засипати.
У 2007 році спорудження першої лінії оцінювалося в не менше ніж 215 млн гривень.

### Друга лінія
Другу лінію метрополітену передбачалося прокласти від Запорізького титано-магнієвого комбінату через заводи «Кремнійполімер», «Запоріжсталь», «Дніпроспецсталь», річку Дніпро, мостами Преображенського до Хортицького району. В перспективі також передбачалося запустити поїзди метро та приміські електропоїзди запустити по майбутньому Південному мосту, що мав би побудований нижче острова Хортиця, який планується розпочати відразу після завершення сучасного мостового довгобуду.
Також було запропоновано інший варіант другої лінії від промислового майданчика вздовж виїмки річки Суха Московка, новим мостовим переходом, що починався в районі острова Растебін і проходив через середину острова Хортиця до Хортицького мікрорайону.

### Монорейкова дорога
У 2010 році турецька транспортна компанія запропонувала проєкт будівництва уздовж проспекту монорейкової дороги на високих опорах. Турецькі фахівці обіцяли, що поїзди будуть курсувати кожні півтори хвилини і зможуть за день перевозити до 300 тисяч пасажирів. Проти такого проєкту виступило управління архітектури через те, що опори не будуть вписуватися в архітектурний ансамбль центрального проспекту.
У 2010 році в Запорізькій міській раді відбулася нарада щодо проєкту монорейкового трамвая, який був запропонований на інвестиційному форумі.
За проєктом метрополітен повинен пройти як під землею, так і наземно (оминаючи ділянки, непридатні для прокладення тунелю). Для метро планувалося закупити рухомий склад — потяги «Радан», які працюють в Канаді, США, Великій Британії, Франції.
Одним з варіантів вирішення транспортної проблеми міста також у 2010 році було запропоновано будівництво швидкісного трамвая.

## Проєкт запорізького метрополітену в цифрах
- Максимальна швидкість складу — 90 км/год
- Добовий пасажиропотік — до 50 тис. пасажирів
- Приблизна глибина тунелю — 15—20 м
- Довжина 1 лінії — 16 км
- Кількість станцій 1 лінії  — 14
- Довжина 2 лінії — 20 км